# Commando Alcazar
Le commando Alcazar était une unité d'infanterie de l'armée française créée en Algérie, à la fin janvier 1960, à l'issue de la semaine des barricades et rattachée au 1er REP. Elle était composée d'insurgés qui étaient principalement d'anciens réservistes appartenant aux unités territoriales (U.T.). Ce commando a été opérationnel en Algérie française puis dissous durant la guerre d'Algérie.

## Création du commando Alcazar
À la suite des négociations tenues, pendant la semaine des barricades, entre le colonel Dufour et les insurgés d'Alger, les ex-territoriaux qui se sont révoltés, sont transférés dans une nouvelle unité régulière, remplaçant les U.T. après leur dissolution, et destinée à lutter contre le FLN qui est spécialement créé le 30 janvier 1960.
Cette unité comprend des volontaires « Européens » d'Algérie ainsi qu'une minorité de musulmans favorables au statu quo de l'Algérie française. Elle prend le nom de Commando Alcazar.

## «l'Alcazar des facultés»
Le nom du commando « Alcazar » a été choisi après sa création. Il s'agit de la reprise du surnom donné deux fois par le délégué général en Algérie, Paul Delouvrier, lors de son discours radiodiffusé du 28 janvier 1960, au réduit de la faculté de Pierre Lagaillarde durant la semaine des barricades. Par son allusion historique au Siège de l'Alcázar de Tolède en septembre 1936 durant la guerre d'Espagne, le gaulliste Paul Delouvrier assimile les nationalistes d'Alger à des franquistes : « Je m'adresse à vous tout d'abord, Ortiz, Lagaillarde et vous Sapin-Lignières chef des UT. Et tous ceux qui sont enfermés dans la faculté comme l'Alcazar de Tolède, prêts à mourir. Je crie à la métropole que je salue votre courage, enfants de la patrie. [...] Nous visiterons l'Alcazar des facultés, nous serrerons la main à Ortiz, à Lagaillarde et à vous Sapin-Lignières, chef des UT, rien n’est perdu pour un Français quand il rallie sa mère, la France, a dit le général de Gaulle dans son allocution de dimanche. Alors nous irons tous ensemble au Monument aux morts pleurer et prier les morts de dimanche, morts à la fois pour que l’Algérie reste française et pour que l’Algérie obéisse à de Gaulle. »,
En août 1987, lors d'un entretien radiodiffusé sur France Culture, Jean-Claude Perez a déclaré au journaliste Patrice Gélinet: « J'ai rejoint Zéralda [...] et j'ai fait partie de ce commando qui, après, a été appelé le commando Alcazar. Parce que c’est Delouvrier qui a lancé le mot d’Alcazar. C’est lui : « À vous Sapin-Lignières, à vous Gardes, à vous Ortiz de cet Alcazar je ne sais pas quoi là ». C’est lui, c’est Delouvrier, qui a utilisé ce mot Alcazar, c’est personne d’autre. ». Ces propos de Perez sont confirmés, en mai 1995, par Pierre Frémeaux lors du colloque « La barricade » dont les actes ont été publiés: « Allusion à l'Alcazar a aussi été faite. La paternité de ce terme revient peut-être à Delouvrier, qui l'emploie deux fois dans son discours du 28 janvier aux Français d'Algérie, en parlant de « tous ceux qui se sont enfermés dans la Faculté comme dans l'Alcazar de Tolède », et, plus loin, de l'« Alcazar des Facultés ». »
Pourtant, en 2002, l'historien Remi Kauffer a prétendu, dans son OAS : histoire de la guerre franco-française, que ce sont « Lagaillarde et ses hommes » qui ont baptisé « leur réduit des facultés » « Alcazar ». Bien que fausse, comme en témoigne entre autres l'enregistrement audio du discours de Delouvrier, l'affirmation de Kauffer a ensuite été reprise textuellement par d'autres auteurs, notamment en 2004 par Clément Steuer, dans son Susini et l'OAS et la journaliste Marie-Monique Robin dans son Escadrons de la mort, l'école française.

## Opérations
Le commando Alcazar est rattaché au 1er régiment étranger de parachutistes (1er REP) basé à Zéralda, il est destiné à poursuivre la lutte contre les maquis du FLN. Son commandement est assuré par Guy Forzy.
En février 1960, le commando rejoint le 2e REP basé à Taher, près de Djidjelli, dans le Constantinois.
Selon Pierre Montagnon, en mars 1960, le commando demande à rejoindre Alger pour être dissous.

## Membres notables du Commando Alcazar
- George Bousquet, journaliste
- Guy Forzy, agent de renseignements du 2e Bureau.
- Jean-Claude Perez, docteur (rejoint et dirige l'ORO de l'OAS)
- Jacques Prévost (prend part à l'attentat du Petit-Clamart)
- Marcel Ronda
- Jean-Marie Sanne